# Lotus hosackioides
Lotus hosackioides là một loài thực vật có hoa trong họ Đậu. Loài này được (Royle ex Benth.) Ali miêu tả khoa học đầu tiên năm 1994.